# Наржоле, Поль-Анри
Поль-Анри Наржоле (фр. Paul-Henri Nargeolet; 2 марта 1946, Шамони-Мон-Блан — 18 июня 2023, обломки «Титаника») — французский исследователь Мирового океана, эксперт по «Титанику», известный как «Мистер Титаник». Наржоле был одним из пяти человек, 18 июня 2023 года погибших на борту подводного аппарата «Титан» во время его крушения над местом гибели «Титаника».

## Биография
Наржоле родился 2 марта 1946 года в Шамони во французском департаменте Верхняя Савойя. 13 лет прожил в Касабланке, прежде чем переехать в Париж для завершения учёбы в возрасте 16 лет.
Был женат на американском телерепортере Мишель Марш до её смерти в 2017 году. Позже, «благодаря Титанику», Наржоле восстановил контакт с женщиной, подругой детства, которая стала его партнером после смерти жены.
Наржоле начал свою карьеру в ВМС Франции, где служил офицером, специализирующимся на разминировании, водолазных работах и глубоководных погружениях с 1964 по 1986 год.
В 1970-х годах был назначен командиром Шербурской группы саперов, задачей которой был поиск и обезвреживание мин. В 1980-х годах его перевели в специальную часть по глубоководным работам (GISMER), где он управлял подводными аппаратами, отыскивая затонувшие французские самолёты и вертолёты, включая находившихся на них людей и оружие. В ходе этой работы он обнаружил затонувший древнеримский корабль, находившийся на глубине 70 метров. Он также обнаружил самолёт DHC-5 Buffalo, который разбился в 1979 году с 12 людьми на борту, включая нескольких членов правительства Мавритании.
В 1986 году Французский научно-исследовательский институт эксплуатации моря (IFREMER) обратился к Наржоле с предложением о погружении к затонувшему судну «Титаник»; он охотно согласился. В составе IFREMER Наржоле руководил погружениями к месту крушения «Титаника» в 1987, 1993, 1994 и 1996 годах. Его экспедиция 1987 года стала первой, собравшей артефакты с обломков судна.
В рамках миссий IFREMER Наржоле находил различные самолёты, разбившихся в море. 15 мая 1993 года Наржоле совершил погружение на судне Nautile и случайно обнаружил судно La Lune, затонувшее в 1664 году недалеко от Тулона.
Начиная с 1994 года, Наржоле был директором Центра управления морскими и подводными ресурсами Мичиганского государственного университета (CMURM).
С 1996 по 2003 год Наржоле работал в компании Aqua+, дочерней компании Canal+, целью которой является производство подводных фильмов. За время работы в компании он руководил подводными съемками двух субмарин.
В августе 2007 года компания RMS Titanic, Inc., принадлежащая Premier Exhibitions и организующая передвижные выставки, поручила Наржоле найти RMS Carpathia, которая спасла выживших с RMS Titanic, но была торпедирована в 1918 году.
Наржоле работал с RMS Titanic по поиску артефактов, связанных с «Титаником», в качестве директора программы подводных исследований. Его работа включала использование дистанционно управляемых аппаратов (ROV), а также пилотирование погружений к месту крушения. В результате его работы было извлечено около 6000 артефактов в течение 35 погружений. В 2010 году участвовал в миссии по 3D-картографированию места крушения и определению уровня износа с помощью ROV и автономных подводных роботов.
Также в 2010 году участвовал в поисках бортового самописца рейса 447 авиакомпании Air France, который разбился в предыдущем году по пути из Рио-де-Жанейро в Париж. 
Будучи экспертом по «Титанику», Наржоле участвовал в качестве создателя двух документальных фильмов: Titanic: The Legend Lives On (1994) и Deep Inside the Titanic (1999).
В 2022 году опубликовал книгу Dans les profondeurs du Titanic (дословно «В глубинах Титаника»), в которой рассказывается о его экспедициях.

### Смерть
18 июня 2023 года Наржоле находился на борту подводного аппарата «Титан», принадлежащего компании OceanGate, Inc. в экспедиции по осмотру обломков «Титаника». Аппарат потерял связь с надводным судном MV Polar Prince. В поисково-спасательных операциях участвовали морские и воздушные силы США, Канады и Франции.
22 июня, после обнаружения обломков примерно в 490 метрах от носа «Титаника», компания OceanGate заявила, что, по её мнению, Наржоле и ещё четверо людей находившихся на борту «к сожалению, пропали». Позднее пресс-конференция Береговой охраны США подтвердила, что в результате имплозии корпуса, не выдержавшего давления воды во время спуска, подводный аппарат погиб.